# Confine tra Argentina e Paraguay
Il confine tra l'Argentina e il Paraguay descrive la linea di demarcazione tra questi due stati. Ha una lunghezza di 1.699 km.

## Caratteristiche
La linea di confine interessa la parte nord dell'Argentina e quella sud del Paraguay. Ha un andamento generale da ovest verso est.

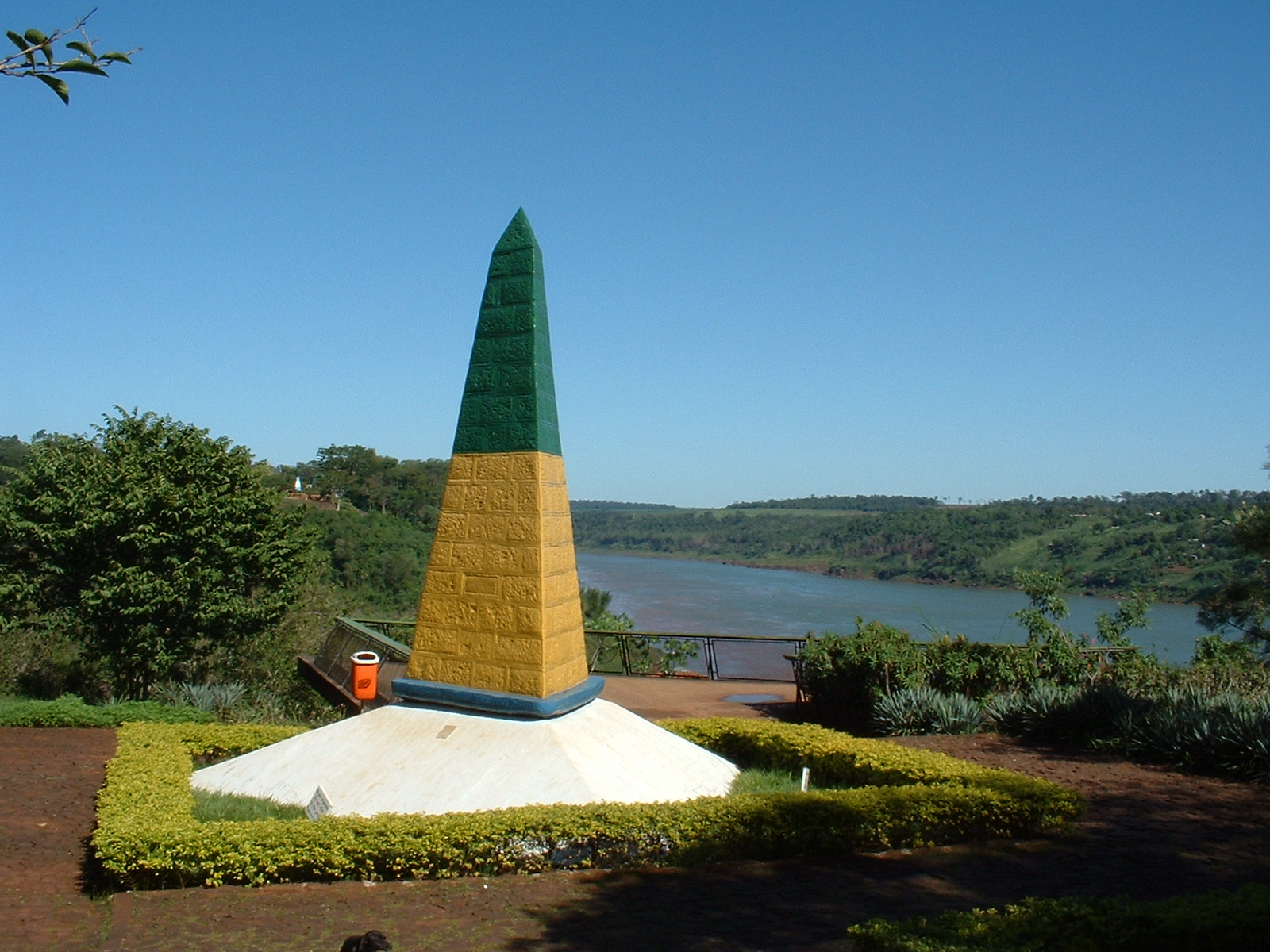
Triplice frontiera tra Argentina, Brasile e Paraguay

Inizia alla triplice frontiera tra Argentina, Bolivia e Paraguay e termina alla triplice frontiera tra Argentina, Brasile e Paraguay.